# Brevet de technicien supérieur - Commerce international
Le Brevet de technicien supérieur en commerce international est un diplôme se préparant en deux ans et donnant un niveau baccalauréat+2.
La préparation se fait dans un lycée français, dans un établissement privé d'enseignement supérieur ou par correspondance par le biais du Cned.
Le BTS CI sera réformé à la rentrée 2021 afin de s'adapter aux besoins des entreprises. Le nouveau BTS CI sera davantage professionalisé.

## Contenu de l'enseignement
Première année :
- LV1 (4h)
- LV2 (4h)
- LV3 (optionnelle) (2h)
- Culture économique, juridique et managériale (4h)
- Mise en œuvre des opérations internationales (5h)
- Culture générale et expression (2h)
- Développement du commerce international (5h)
- Relation commerciale interculturelle (4h)
- Relation commerciale interculturelle, anglais et éco-gestion (1h)

Stage à l'étranger obligatoire en fin de première année d'une durée de 8 semaines minimum sous peine de redoublement.
Les objectifs de ce stage sont d'appliquer les connaissances acquises en prospection clients et en langue vivante au sein d'une entreprise.
Deuxième année :
- LV1 (3h)
- LV2 (3h)
- LV3 (optionnelle) (2h)
- Culture économique, juridique et managériale (4h)
- Mise en œuvre des opérations internationales (6h)
- Culture générale et expression (2h)
- Développement du commerce international (4h)
- Relation commerciale interculturelle (2h)
- Relation commerciale interculturelle, anglais et éco-gestion (2h)

Stage obligatoire de 1 mois en entreprise sur le territoire français ou à l'étranger.
Les objectifs de ce stage sont d'appliquer les connaissances acquises en gestion des opérations d'import/export au sein d'une entreprise en suivant différentes opérations d'export ou d'import à l'international.
Ce diplôme est soumis au référentiel Européen et donc reconnu dans la plupart des pays de l'Union Européenne.

## Immersion professionnelle
Le BTS se veut initier les étudiants au monde du travail. Ainsi, les étudiants doivent effectuer des stages en France et, au minimum quatre semaines de stage dans un pays étranger.